# Metulji botnet
Metulji Botnet은 2011년 6월 경에 처음으로 세계에 노출된 대규모 DDoS(Distrubed Denial Of Service) 프로그램이다.
봇넷 프로그램의 지원이 끊기기 전까지 세상에서 가장 큰 봇넷으로 알려져 왔다. 이 봇넷 프로그램에 감염된 개별 좀비 컴퓨터만 12만개 이상이라고 한다.

## 같이 보기
- C&C (악성 소프트웨어)
- 웜
- 스팸봇